# Zemitrella choava
Zemitrella choava är en snäckart som först beskrevs av Reeve 1859.  Zemitrella choava ingår i släktet Zemitrella och familjen Columbellidae. Inga underarter finns listade i Catalogue of Life.